# 方济各·罗德
方濟各·罗德（1934年9月23日—）是天主教会枢机、斯洛文尼亚人及圣座修会部荣休部长。
罗德在南斯拉夫卢布尔雅那出生，1960年6月29日晋铎，1997年4月6日晋牧。他曾于1997年至2004年间出任盧布爾雅那總教區总主教。2004年2月11日起担任修会部部长。教宗本笃十六世於2006年3月24日將他擢升为枢机。2011年1月4日荣休。

## 牧徽

方濟各·罗德枢机牧徽